# Scopula declinata
Scopula declinata är en fjärilsart som beskrevs av Claude Herbulot 1972. Scopula declinata ingår i släktet Scopula och familjen mätare. Inga underarter finns listade.